# Veniero Canevari
Veniero Canevari (Farnese, 9 febbraio 1926 – Roma, 11 luglio 1989) è stato un illustratore e pittore italiano.

## Biografia
Veniero Canevari fa parte di una famiglia dedita all'arte da più generazioni, suo padre fu l'artista Angelo Canevari. Vive e lavora a Roma dove ha uno studio di arti applicate. Si dedica prevalentemente alla pittura e alla scultura. Si conoscono di Canevari innumerevoli e simpatiche tavole ad olio a tema "suorine e pretini", suoi classici soggetti, e diverse serie di opere litografate e numerate. Per il suo paese natale, Canevari fu autore del bozzetto per il monumento ai caduti eretto nel 1984. La sua vocazione di fumettista è testimoniata solo dal lavoro per il Pioniere.
Canevari collabora con il Pioniere dal 1951 al 1954 in una poliedrica produzione di fumetti disegnando storie su diversi e svariati soggetti utilizzando prevalentemente il bianco e nero a china.
A tema sportivo troviamo pubblicato nel 1951 Forza Giorgio! che narra le vicende della società di calcio di periferia “Pro Vittoria”. Sceneggiato da Antonio Ghirelli all'inizio della sua brillante carriera di scrittore e giornalista sportivo, il racconto Ciuffo d'oro del 1951/52, si snoda nel mondo dell'ippica dove, da un incidente mortale accaduto all’ippodromo, seguono le avventure di un giovane fantino che vincerà il Grande Derby.
Un grande tema affrontato da Canevari l'anno successivo è quello della partecipazione dei giovani siciliani alla spedizione dei Mille in Avanti Picciotti. D’altra parte la rivolta è un tema spesso presente nei disegni di Canevari, come ne “I Figli del Ribelle” ambientato in India, o in Cime Misteriose, dove una spedizione capitanata dal prof. Karl Ferlov, esploratore e geografo danese, arriva nelle montagne del Tibet a contrastare l’odiato Lama.
Sempre del 1951 è il racconto Ragazzi Negri incentrato sul razzismo negli USA .Di qualche anno dopo, Tre ragazzi coraggiosi è l'improbabile storia di tre amici che scappano dal collegio per soccorrere le popolazioni alluvionate della Calabria e aiutano una ragazza appena conosciuta, a salvare il padre ingiustamente incarcerato dal regime algerino, partendo per quel Paese e unendosi alla resistenza berbera.
Da non dimenticare, in ultimo, Freccia d’Italia del 1954 che segna l’incontro di Canevari con la questione operaia, la lotta per l'occupazione e la dignità del lavoro. Qui si narra che nella fabbrica di auto sportive “Astra”, gli operai ricevute le lettere di licenziamento, occupano la fabbrica e organizzano l’autoproduzione. Nonostante i tentativi padronali di sabotare questo esperimento sociale, i lavoratori costruiscono un'automobile velocissima, capace al fine di vincere il Gran Premio. Come si evince dalla datazione dei lavori di Canevari, questo illustratore è uno dei più presenti in questi primi anni ’50 sul Pioniere, una vera e propria grande risorsa per la redazione di Gianni Rodari e Dina Rinaldi.
Il racconto dell'Unità d'Italia sulle pagine del Pioniere si dilungò nel tempo. Nel 1960 Il Pioniere ripubblicò, a colori, una lunga storia dedicata ai Mille, dal titolo Avanti Picciotti, scritta da Marcello Argilli e Gabriella Parca, con disegni di Veniero Canevari. Il fumetto era stato già pubblicato in bianco e nero, totale 25 puntate settimanali, dal n. 36 del 14 settembre 1952 al n. 9 del primo marzo 1953 e ora veniva riproposto a colori, totale 22 puntate settimanali, dal n. 18 del primo maggio 1960 al n. 39 del 2 marzo 1960 In questo racconto emergono le eroiche imprese di un gruppo di picciotti siciliani, rappresentati da due ragazzi e una fanciulla. Dopo aver cospirato contro i Borboni, si uniscono alla spedizione dei Mille. Per la prima volta, in un fumetto dedicato al Risorgimento, le donne non erano più subalterne, ma protagoniste attive della storia.
Veniero Canevari muore a Roma l'11 luglio 1989.

## Opere di Pittura
- Monache in cornice. Quadro di Veniero Canevari ad olio su tavola 25x40cm[6]
- Dietro l'albero e Palloncini. Quadro di Veniero Canevari[7]
- Suora alle prese con un gargoyle. Quadro di Veniero Canevari[8]
- L'incontro. Quadro di Veniero Canevari[9]
- Prete e suora. Quadro di Veniero Canevari[10]

## Collaborazioni
- Forza Giorgio. Pioniere 1951 dal n. 10 al n. 28[11]
- Ragazzi Negri. Pioniere 1951 dal n. 1 al n. 25[11]
- I figli del ribelle. Pioniere 1951 dal n. 26 al n. 51 e 1952 dal n. 1 al n. 9[11][12]
- Ciuffo d'oro. Pioniere 1951 dal n. 29 al n. 51 e 1952 dal n. 1[11][12]
- Avanti Picciotti. Pioniere 1952 dal n. 36 al n. 51 e 1953 dal n. 1 al n. 9[12][13]
- Figli della Cina. Pioniere 1953 dal n. 34 al n. 51[13]
- Cime misteriose. Pioniere 1953 dal n. 10 al n. 31[13]
- Tre ragazzi misteriosi. Pioniere 1954 dal n. 22 al n. 44[14]
- Freccia d'Italia. Pioniere 1954 dal n. 1 al n. 21[14]
- Avanti Picciotti. Pioniere 1960 dal n. 18 al n. 39[15]

## Illustrazioni e mostre
- L'ultima corsa (racconto per ragazzi) / disegni e tavole di Veniero Canevari.[16]
- Marinai di Francia sui vascelli del Re. Illustrazioni di Veniero Canevari, 1958.[17]
- Mostra personale di Veniero Canevari: dal 8 febbraio al 17 febbraio 1960. Biblioteca della Fondazione La Quadriennale di Roma - Roma[18]
- L'ultima battaglia di Robin Hood / Geoffrey Trease; illustrazioni di Veniero Canevari[19].